# Харолд Сийрълс
Харолд Сийрълс (на английски: Harold Searles) е американски психоаналитик, един от пионерите на психиатричната медицина, специализиращ в психоаналитично лечение на шизофренията.
Харолд Сийрълс има репутацията на терапевтичен виртуоз с трудни пациенти и пациенти с гранични разстройства.